# إسماعيل أورزايز
إسماعيل أورزايز أراندا (بالإسبانية: Ismael Urzaiz)‏، من مواليد 7 أكتوبر 1971 في تطيلة في إسبانيا، لاعب كرة قدم إسباني سابق.
بدأ مسيرته الكروية مع ريال مدريد كاستيا في عام 1989، ولعب معهم حتى عام 1991، وشارك معهم في 10 مباريات وسجل 5 أهداف، وفي موسم 1990/1991 انتقل إلى نادي ريال مدريد، وفي موسم 1991/1992 انتقل إلى نادي الباسيتي، ولعب معهم 11 مباراة وسجل 5 أهداف، وفي موسم 1992/1993 انتقل إلى نادي سيلتا فيغو، ولعب معهم 6 مباريات وسجل هدف واحد، وفي موسم 1992/1993 لعب مع ريال مدريد كاستيا، وشارك معهم في 26 مباراة وسجل 6 أهداف، وفي موسم 1993/1994 لعب مع نادي رايو فاليكانو، وشارك معهم في 20 مباراة وسجل هدف واحد، وفي موسم 1994/1995 انتقل إلى نادي سالامانكا، ولعب معهم 21 مباراة وسجل 3 أهداف، وفي موسم 1995/1996 انتقل إلى نادي إسبانيول، ولعب معهم 41 مباراة وسجل 13 هدف، وفي عام 1996 انتقل إلى نادي أثلتك بلباو ولعب لهم لمدة 11 عاماً ثم انتقل في 2007 إلى نادي أياكس الهولندي ثم أعلن اعتزاله لعب كرة القدم.
و قد لعب مع منتخب إسبانيا لكرة القدم بين عامي 1996 و2001، وشارك معهم في 25 مباراة وسجل 8 أهداف.

## روابط خارجية
- إسماعيل أورزايز على موقع الاتحاد الدولي (مؤرشف)  (الإنجليزية)
- إسماعيل أورزايز على موقع الاتحاد الأوربي (الإنجليزية)
- إسماعيل أورزايز على موقع قاعدة بيانات كرة القدم.إي يو (الإنجليزية)
- إسماعيل أورزايز على موقع ناشيونال فوتبول تيمز (الإنجليزية)
- إسماعيل أورزايز على موقع Soccerbase.com (لاعب) (الإنجليزية)
- إسماعيل أورزايز على موقع Soccerway.com (الإنجليزية)
- إسماعيل أورزايز على موقع عالم كرة القدم.نت (الإنجليزية)
- إسماعيل أورزايز على موقع كووورة